# 정성구
정성구(鄭聖久, 1942년~)는 대한민국의 신학자이며 칼빈과 아브라함 카이퍼 전문가이다.

## 학력
- 건국대학교 영문과 (B.A.)
- 총신대학교 신학대학원 (M.Div.)
- 총신대학교 대학원 (Th.M.)
- Vrije Universiteit (Drs.Theol.)
- 미국 Geneva University (D.Litt.)
- Whitefield Theological Seminary (Ph.D.)
- Debrecen University (D.D.)

## 이력
- 40년 동안 총신대학교와 대신대학교에서 칼빈주의와 실천신학 교수로 봉직하면서 총신대학교와 대신대학교의 총장과 대학원장으로 섬김.
- 지금은 총신대학교 명예교수와 칼빈대학교 석좌 교수
- 1985년에 한국칼빈주의연구원(The Institute for Calvinistic Studies in Korea)을 세워 24년간 국제적 학술 교류와 칼빈주의 신학과 신앙 운동에 힘씀.
- 한국칼빈학회 창립 멤버로서 여러 해 동안 회장을 역임했다.
- 세계 칼빈학회, 국제 개혁주의 신행협회, 세계개혁주의 대학연맹, 칼빈주의철학회, 국제복음주의협회 등에서 활동해 왔다.

## 강연내용
- 교회사 강연

## 저서
- 「실천신학개론」
- 「칼빈주의 사상대계」
- 「개혁주의 설교학」
- 「Korean Church and Reformed Faith」
- 「The Korean Church and the Impact of Calvinism」등 50여 권의 저술이 있고, 120여 편의 논문들이 있다.
- 특히 그의 명저「한국교회 설교사」는 영어, 일어, 대만어, 중국어, 러시아어, 루마니아어, 헝가리어, 체코어, 포르투갈어, 벵골어 등 10여 개 언어로 번역 출판되었다. 최근에는 「현암 정성구 박사 저작 전집 30권」이 출판되었다.

## 같이 보기
- 개혁신학자
- 한국칼빈학회
- 한국의 신학자 목록